# 格雷罗内格罗
格雷罗内格罗是墨西哥的一个城镇，位于南下加利福尼亚州的穆莱赫市镇。

## 地理
格雷罗内格罗位于南下加利福尼亚州与下加利福尼亚州的交界处，墨西哥1号高速公路自东南进入该城镇，并向北通往下加利福尼亚州。西临太平洋，西南临奥霍德涅布雷潟湖。

## 文化

### 鲸节
格雷罗内格罗每年都会于二月上半月举行庆祝新生灰鲸到来的节日，在同样位于南下加州的圣布拉斯港口，亦有相似的节日于2月下旬举行。

## 盐业
格雷罗内格罗建立于1957年，当时丹尼尔·路德维希为了供应美国的氯化钠需求而在该地区建立了鹽田。为了充分利用奥霍德涅布雷潟湖的盐分，路德维希将盐田建立在了潟湖的沿岸，并成立了盐业公司。其后该公司逐渐发展为全世界最大的盐业公司，年产量达700万吨，产品远销海外，出口过日本、韩国、台湾、加拿大以及新西兰等地处太平洋沿岸的国家和地区。
路德维希还创立了位于阿卡普尔科的阿卡普尔科公主酒店。1973年，他分别将盐业公司51%和49%的股份售予了墨西哥政府和日本财阀三菱集团。该公司的良好发展不仅依靠其产量，还有赖于其多达1000余名的员工，盐田亦位于天然保护区内，其经济实力保护了该地区优美的环境，并使得许多候鸟来此栖息。

## 历史

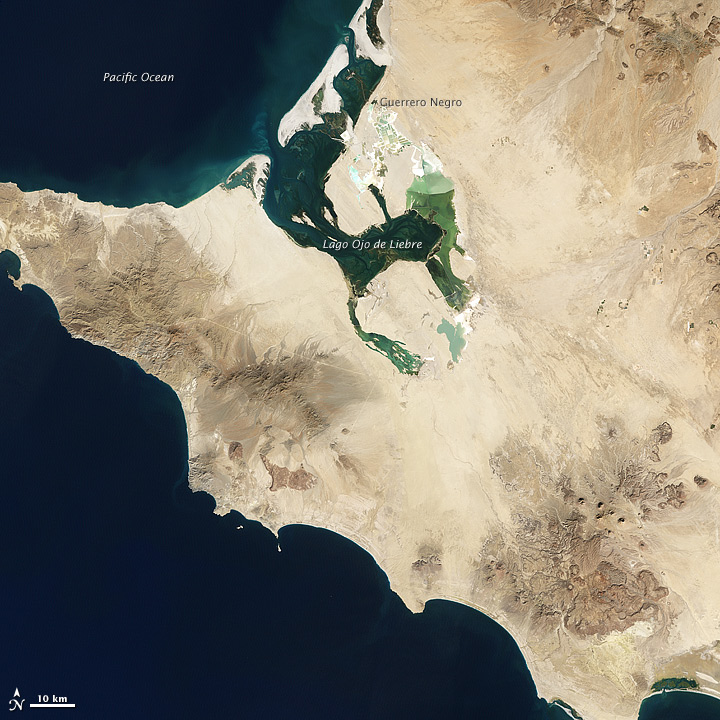
格雷罗内格罗坐落于灰鯨常拜访的潟湖旁

格雷罗内格罗的名称可能来源于1850年在此停靠的来自于马萨诸塞州达克斯伯里（靠近波士顿）的捕鲸船。另一种说法则宣称其名字来源于早期墨西哥独立政府的总统比森特·格雷罗，他于1829年废除了墨西哥的奴隶制，不少墨西哥的行政区划以他的名字命名，甚至包括格雷罗州。

## 人口
据2015年人口普查显示，格雷罗内格罗共有人口14316。